# Winston Churchill (1940–2010)
Winston Spencer Churchill (ur. 10 października 1940 w Londynie, zm. 2 marca 2010 tamże) – brytyjski polityk, jedyny syn Randolpha Churchilla (jedynego syna brytyjskiego premiera Winstona Churchilla) i Pameli Digby, córki 11. barona Digby.

## Kariera
W 1970 roku został wybrany do Izby Gmin z ramienia Partii Konserwatywnej z okręgu Stretford. Reprezentował ten okręg do wyborów powszechnych 1983, kiedy to wygrał wybory w okręgu Davyhulme. Okręg ten został zniesiony po przejściu Churchilla na emeryturę w 1997 roku.
Pomimo rodzinnych tradycji politycznych, Churchill nigdy nie otrzymał żadnego wysokiego urzędu państwowego. Był tylko parlamentarnym podsekretarzem stanu w ministerstwie budownictwa (1970-1972) i ministerstwie spraw zagranicznych (1972-1973) oraz członkiem parlamentarnej komisji ds. obrony w latach 1983-1997.
W maju 1993 roku wywołał skandal swoją wypowiedzią o „nieustępliwej powodzi” imigrantów subkontynentu indyjskiego. Został za to publicznie upomniany przez ówczesnego ministra spraw wewnętrznych, Michaela Howarda, którego poparł premier John Major.
Po przejściu na emeryturę w 1997 Churchill zajmował się wygłaszaniem odczytów popierających wojnę z islamskim terroryzmem i interwencję w Iraku. Wydał również zbiór mów swojego dziadka pod tytułem Never Give In.

## Rodzina
15 lipca 1964 roku poślubił Mary Caroline d’Erlanger, córkę bankiera sir Geralda d’Erlangera. Winston i Mary doczekali się razem dwóch synów i dwóch córek:
- porucznik Randolph Leonard Churchill (ur. 22 stycznia 1965), ożenił się z Catherine Lancaster, ma córkę Serenę Barbarę (ur. 12 maja 1996)
- Jennie Spencer Churchill (ur. 25 września 1966), żona Jamesa Reparda, nie ma dzieci
- Marina Spencer Churchill (ur. 11 września 1967)
- Jack Gerald Averell Churchill (ur. 27 sierpnia 1975).

Pierwsze małżeństwo Churchilla zakończyło się rozwodem 21 lutego 1997, z powodu jego licznych romansów. Po raz drugi stanął na ślubnym kobiercu 25 lipca tego samego roku. Jego drugą żoną została Luce Danielson, belgijska jubilerka. Małżonkowie nie mieli razem dzieci.